# 藤原伊子
藤原 伊子（ふじわら の いし、仁安2年（1167年）? - 承元元年（1207年）?）は、平安時代末期から鎌倉時代初期の女性。父は関白・松殿基房。源義仲の正室で、後に源通親の側室となり道元を生んだとされる。位階は従三位。松殿伊子とも記され、冬姫とも伝わる。

## 経歴
摂関家の松殿基房の娘として誕生。寿永2年（1183年）11月19日、木曾義仲は法住寺合戦で後白河法皇を幽閉した。独裁権力を獲得した義仲は、後白河院政の体制下で干されていた基房と接近する。近衛基通に関白の座を奪われていた基房は、これを好機と見て義仲に協力した。『平家物語』によると、11月21日に義仲は基房の娘を正室とした。これが伊子とされる。時に伊子17歳という。さらに同日、義仲は後鳥羽天皇を通じて除目を行い、基通を解任して伊子の弟・師家を内大臣・摂政とする。これにより基房は政権の座に返り咲いた。
こうして一時的に義仲と松殿家に天下が訪れるが、源範頼と義経率いる鎌倉軍が京都へ向かって進軍を開始した。『源平盛衰記』には、義経軍に攻められている最中、義仲が五条内裏で基房の娘といつまでも別れを惜しんでいたので、越後中太能景（『平家物語』には家光とある）と加賀国住人の津波田三郎が切腹してこれを諌めたとする逸話が記されている。義仲は粟津の戦いで敗死し、師家は摂政を解任された。
夫義仲の敗死後は父の山荘で暮らしていたが、再び父の権勢復興のための政略結婚に使われ、今度は源通親の側室にされた。この通親は、後白河法皇崩御後に朝廷政治の第一人者となり、「源博陸」と称される程の権勢を誇っていた人物である。正治2年（1200年）1月2日、宇治木幡山荘において通親との間に男児（後の曹洞宗開祖・道元）を儲けた。弟の師家はこの男児を養子に迎えて松殿家の再興を図ろうとしたが、実現には至らなかった。2年後に通親とも死別した。伊子は道元とともに木幡山荘に移り住んだが、5年後の道元8歳の時に病で死去したという。道元が出家を志したのは幼い日に両親と死別することになったためだという。
『尊卑分脈』『系図纂要』によると基房の娘は、寿子（従二位、九条良経の室、基家の母）、伊子（従三位）、女子（八条院女房西御方、藤原公明の室、実忠の母）、女子（一条高能の室、頼氏の母）の4人で、婚姻の相手が記されていないのは伊子だけであるため、『平家物語』の基房の娘は一般的に伊子と推定されている。その場合、伊子の「伊」の字は義仲の任じられた伊予守から取ったものとも考えられる。だが義仲と基房の娘の婚姻を語るのは『平家物語』だけで、異母弟の九条兼実や慈円の書いた『玉葉』『愚管抄』には記述がなく、『平家物語』諸本で最も古態を留めていると言われる読み本系の「延慶本」にも義仲と基房の娘の婚姻の記述がないため、『平家物語』の創作で実在の人物ではないとする見解もある。
また、道元の両親が誰であるかについては諸説あり、通親と伊子を両親とする面山瑞方による訂補本『建撕記』の記載の信用性には疑義が呈されている。

## 関連作品
映画
- 『新・平家物語 義仲をめぐる三人の女』（1956年、大映） - 演：高峰秀子 ※役名は冬姫
- 『禅 ZEN』（2009年、角川映画） - 演：高橋惠子

TVドラマ
- 『義経』（2005年、NHK大河ドラマ） - 演：楊原京子 ※役名は任子